# 张石庵
张石庵（英語：Cheung Sek-Aau)香港影视演员，场务。

## 生平
香港早期影视演员，出演了多达200多部作品，活跃与1956至1980年代末。其饰演的角色类型，出演的电影题材也非常的多，就比如说市井小民、小贩、武术家等。其因为外貌等原因而常在影视剧中饰演路人，配角型角色。在《蔷薇处处开》中担任场务。
第一次出演的作品是1956年的王天林执导的电影《江湖奇侠》，他在该作饰演一位和尚。
后在1988年拍摄完《挑情》后息影，之后下落不详。

## 资料来源
1. ↑  . hkconema中的资料.   [2023-02-20]. （原始内容存档于2023-02-20）.
2. ↑  . 搜狐网.   [2023-02-20]. （原始内容存档于2023-02-20）.
3. ↑  . 香港影库信息.   [2023-02-20]. （原始内容存档于2023-02-20）.
4. ↑  . mydramalist.
5. ↑  . lavanguardia.   [2023-02-20]. （原始内容存档于2023-02-20）.
6. ↑  .   [2023-02-20]. （原始内容存档于2023-02-20）.

## 外部連結
- 张石庵在互联网电影资料库（IMDb）上的資料（英文）
- 张石庵在香港影庫上的簡介